# Around the World (DVD)
Around the World – piąte DVD Mariah Carey. Pokazuje wokalistkę podróżującą po świecie w ramach trasy Butterfly World Tour i występująca w Nowym Jorku, na Hawajach i Tajwanie oraz w Japonii i Australii.
Pierwszy raz pokazane w UPN w 1998, DVD wzbudziło kontrowersje na temat skracania wykonywania większości piosenek o połowę (obcinając drugi refren itp.). Program został oryginalnie pokazany w wersji skróconej, aby zmieścić się w czasie, ale gdy wydano to jako DVD zdecydowano, że oryginalne długości piosenek też powinny być zmienione. Piosenki, które skrócono: "Emotions", "Dreamlover", "My All", "I'll Be There" i "Whenever You Call". Piosenki, których nie skrócono: "Fantasy", "I Still Believe", "Honey" i "Hero" były mniej lub bardziej akceptowane. 
DVD zostało skrytykowane za długość kulisów, które zostały zastąpione ujęciami z występów na żywo na Hawajach, w Japonii i Australii. Jest to zbieżne z tytułem wydawnictwa. Na DVD znajduje się także ujęcie z występu w Nowym Jorku oraz przyjęcie wydane na cześć ukazania się na rynku muzycznym składanki Carey #1's. Podczas przyjęcia wokalistka dużo rozmawia z Brendą K. Starr. Cover piosenki "Hopelessly Devoted You" jest wykonywany przez jego oryginalną wokalistkę Olivie Newton-John. DVD zawiera także bonusowe teledyski do singli "Butterfly", "Breakdown", "The Roof (Back in Time)" i "My All".

## Lista utworów
1. Wybór filmu
2. "Butterfly" Intro / "Emotions"
3. "Fantasy"
4. "Dreamlover"
5. "My All"
6. Japan / New York
7. Conversation with Brenda K. Starr
8. "I Still Believe"
9. "I'll Be There"
10. Fun in Australia
11. "Hopelessly Devoted to You"
12. #1's Fan Appreciation Party
13. "Whenever You Call"
14. "Honey"
15. "Hero" / "Butterfly" Outro
16. "Butterfly" (Teledysk)
17. "Breakdown" (Teledysk)
18. "The Roof (Back in Time)" (Teledysk)
19. "My All" (Teledysk)